# Oscar Brenifier
Oscar Brenifier   (Orà, 4 de setembre de 1954) és un filòsof i professor francès.

## Biografia
Oscar Brenifier, pseudònim d'Oscar Bierre, va estudiar Biologia i Filosofia a la Universitat d'Ottawa i va defensar una tesi doctoral en filosofia a la Universitat de París IV Sorbona. Després de ser professor de filosofia a l'educació secundària, Oscar Brenifier va desenvolupar el concepte de «pràctica filosòfica», teoritzant-lo i implementant-lo a l'aula. Va desenvolupar un mètode basat en la maièutica socràtica i el principi hegelià de crítica interna i crítica externa, que s'ha desenvolupat al llarg dels anys dins l'Institut de Pratiques Philosophiques.
Ha participat en diversos projectes que cerquen divulgar la filosofia internacionalment tant entre el públic infantil com adult. La seva obra ha estat traduïda al català.

## Obra publicada
- Moi, c'est quoi ?, il·lustracions d'Aurélien Débat, Nathan, 2004
- Le Livre des grands contraires philosophiques, il·lustracions de Jacques Després, Nathan, 2013. ISBN 978-2-09-254684-0
- Sagesse des contes soufis, amb Isabelle Millon, Eyrolles, 2013. ISBN 978-2-212-55661-2
- Sagesses et malices de Yoshua, l'homme qui se disait fils de Dieu, il·lustracions d'Anne Simon, Éditions Albin Michel, 2009. ISBN 978-2-226-18950-9
- Le Livre des grands contraires psychologiques, il·lustracions de Jacques Després, Nathan, 2010. ISBN 978-2-09-252872-3
- L'amour selon Ninon, il·lustracions de Delphine Perret, Autrement jeunesse, 2011
- La Question de Dieu, il·lustracions de Jacques Després, Nathan, 2010. ISBN 978-2-09-252699-6
- Le Beau selon Ninon, il·lustracions de Delphine Perret, Autrement Jeunesse, Les petits albums de philosophie, 2012. ISBN 978-2-7467-1247-8[4]
- Le Bonheur selon Ninon, il·lustracions d'Iris de Moüy, Autrement Jeunesse, Les petits albums de philosophie, 2005. ISBN 978-2-7467-0716-0
- Qui suis-je ?, il·lustracions d'Aurélien Débat, Nathan, 2013. ISBN 978-2-09-254573-7 ,
- Le Bonheur, c'est quoi ?, il·lustracions de Catherine Meurisse, Nathan, 2013. ISBN 978-2-09-254574-4
- La Vie, c'est quoi?, Nathan.
- Les Sentiments, c'est quoi?, Nathan.
- Le Bien et le Mal, c'est quoi ?, Nathan.
- Le Beau et l'Art, c'est quoi ?, Nathan.
- La Liberté, c'est quoi ?, Nathan.
- L'argent rend-il heureux ?, il·lustracions de Catherine Meurisse, Nathan, 2009. ISBN 978-2-09-252251-6
- Comment sais-tu que tes parents t'aiment ?, il·lustracions de Serge Bloch, Nathan, 2009. ISBN 978-2-09-252249-3
- Questions de philo entre ados, il·lustracions de Delphine Perret, Éditions du Seuil, 2007. ISBN 978-2-02-093965-2
- Question de logiques !, il·lustracions de Jean-Philippe Chabot, Éditions du Seuil, 2008. ISBN 978-2-02-097822-4
- Yves Mole, Régis Delpeuch, Oscar Brenifier, À nous le français ! CE1, cycle 2, Lire et vivre ensemble, Sedrap / Cned, 2005. ISBN 978-2-84117-681-6